# Boethus babatunde
Boethus babatunde là một loài tò vò trong họ Ichneumonidae.